# جوزفين فلوود
جوزفين فلوود (بالإنجليزية: Josephine Flood)‏ هي عالمة آثار بريطانية وأسترالية، ولدت في 1936.